# Thomas McIlwraith
Pour les articles homonymes, voir Thomas McIlwraith (homme politique australien).
Thomas McIlwraith, est un homme d'affaires et un ornithologue canadien d'origine britannique, né le 25 décembre 1824 à Newton dans le Ayrshire (Écosse) et mort le 31 janvier 1903 à Hamilton au Canada.

## Biographie
Il fait ses études à Édimbourg et part s'installer en 1853 à Hamilton où il devient commerçant.
Il s'intéresse assez tôt à l'ornithologie et début une collection d'oiseaux. Il fait paraître en 1860 une List of Birds observed in the vicinity of Hamilton où les espèces, classées suivant le système d'Audubon, sont au nombre de 202. Il s'agit de l'une des premières études de l'avifaune de la province de l'Ontario.
Il est soutenu dans ses études par le professeur Spencer Fullerton Baird (1823-1887). McIlwraith publie régulièrement la liste des oiseaux de sa région. Le catalogue de sa collection compte 317 espèces.